# SV Zulte Waregem
El SV Zulte Waregem es un club de fútbol de Bélgica de la ciudad de Waregem, en Flandes Occidental. Actualmente juega en la Jupiler League, y los colores del club son rojo y verde. El club es el producto de una asociación en 2001 entre el Zultse VV y el KSV Waregem, un histórico de Primera División, pero no se produjo una fusión. Zulte Waregem alcanzó por primera vez la máxima categoría al quedar campeón de Segunda en la temporada 2004–05. Su estadio es el Regenboogstadion, anteriormente casa del KSV Waregem.

## Historia
El club se funda en 1950 como Zulte Sportief, se adhiere a la Real Asociación Belga con la matrícula n.º 5381. En 1976 se fusiona con SK Zulte (fundado en 1947 y n.º de matrícula 4683), pasando a llamarse Zultse VV y manteniendo la misma matrícula del Sportief. En 2001 se asocia con otro club, el KSV Waregem que pasaba por dificultades económicas, para llamarse definitivamente SV Zulte Waregem. El n.º de matrícula de KSV Waregem fue eliminado. Ningún club de Zulte había alcanzado nunca la Segunda División hasta la llegada del SV Zulte Waregem en 2002. Sin embargo el Zultse VV ascendió a Tercera División en 1995. El club finalizó en la 14.ª posición durante dos campañas y descendió el segundo año tras jugar el play-off de descenso.
En 1999, temporada en la que regresó a Tercera, Zultse terminó en cuarto puesto. Dos años más tarde, el nuevo club se convirtió en campeón de la Tercera División A. El domicilio social de Zulte Waregem se encuentra en Zulte en la provincia de Flandes Oriental, pero el club tiene su sede en el estadio de KSV Waregem en Waregem y prevalecen los colores rojo y blanco del KSV Waregem.

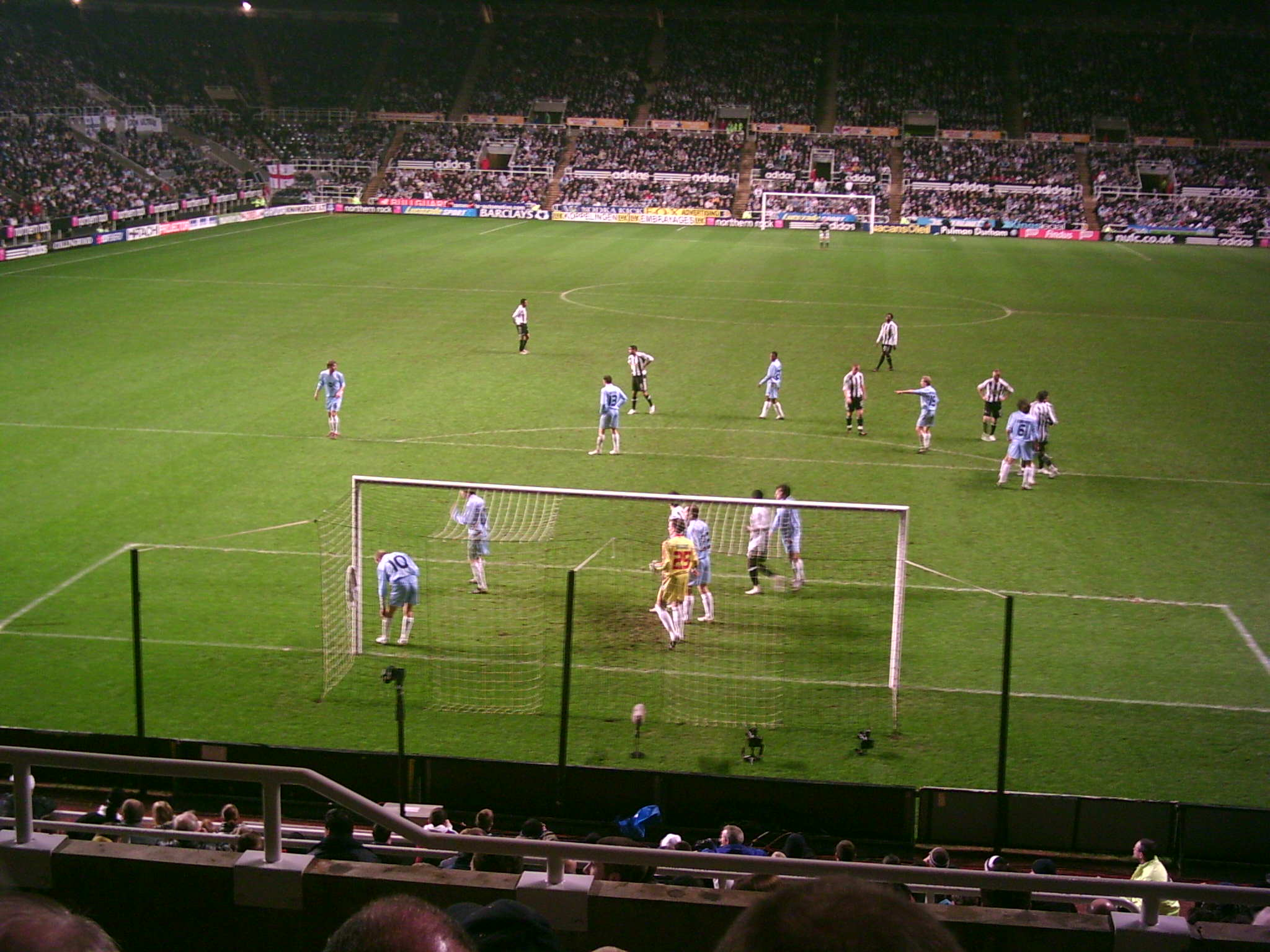
El Zulte-Waregem jugando ante el Newcastle en la UEFA Europa League

En 2002 gana la Tercera División Belga, y en 2005 logran el título de la Segunda División de Bélgica, ascendiendo a Primera División. Desde entonces permanece en la élite, llegando a quedar segundo en la campaña 2012-13. Pero su mayor éxito hasta ahora fue el haber ganado la Copa de Bélgica en dos ocasiones, en 2006 al ganar 2-1 al Excelsior Mouscron, y en 2017 al ganar por penalties tras empatar a tres con el KV Oostende.
Disputó la 3.ª ronda clasificatoria de la Champions League en la temporada 2013/14, emparejado contra el PSV Eindhoven, siendo eliminado con un global de 5-0.

## Estadio
El Zulte Waregem juega sus partidos de local en el Regenboogstadion ("Estadio del Arcoíris" en neerlandés). El estadio solía ser la sede del KSV Waregem hasta la desaparición del club. Cuenta con una capacidad total para 12 414 espectadores (con una asistencia media de 9 500 personas) y ha sido renovado recientemente para albergar juegos europeos. Los alojamientos de la hospitalidad y el campo se pueden recorrer en su propio Tour Virtual en Google Streetview. El Regenboogstadion no cumplía los requisitos de la UEFA para la celebración de la Copa de la UEFA, por lo que los partidos en casa del Zulte Waregem en la competición 2006-07 se jugaron en la casa de KAA Gent. Actualmente cumple los requisitos UEFA para albergar partidos internacionales (Estadio de Categoría 4), por lo que los partidos del Zulte Waregem en casa fueron disputados en su estadio en la temporada 2017-18 de la UEFA Europa League.

## Entrenadores
- Francky Dury (1994-10)
- Bart De Roover (2010)
- Hugo Broos (2010-11)
- Darije Kalezić (2011)
- Francky Dury (2011-21)
- Timmy Simons (2021-22)
- Mbaye Leye (2022-23)
- Frederik D'Hollander (2023)
- Vincent Euvrard (2023-24)
- Sven Vandenbroeck (2024-)

## Palmarés

### Torneos nacionales
- Tercera División belga (1): 2002.
- Segunda División (2): 2005, 2025.
- Copa de Bélgica (2): 2006, 2017.
- Supercopa de Bélgica: Finalista (2) 2006, 2017.

## Resultados
| Temporada                  | División | División | División | División | Denominación                           | Puntos                                 | Observaciones                                  | Copa                                   | Europa                                 |
|                            | I        | II       | III      | P.I      | desde 1926/27 hay 3 niveles nacionales | desde 1926/27 hay 3 niveles nacionales | desde 1926/27 hay 3 niveles nacionales         | desde 1926/27 hay 3 niveles nacionales | desde 1926/27 hay 3 niveles nacionales |
| -------------------------- | -------- | -------- | -------- | -------- | -------------------------------------- | -------------------------------------- | ---------------------------------------------- | -------------------------------------- | -------------------------------------- |
| 1948/49                    |          |          | 9        |          | Tercera B                              | 30                                     |                                                |                                        |                                        |
| 1949/50                    |          |          | 10       |          | Tercera A                              | 29                                     |                                                |                                        |                                        |
| 1950/51                    |          |          | 4        |          | Tercera B                              | 36                                     |                                                |                                        |                                        |
| 1951/52                    |          |          | 8        |          | Tercera B                              | 28                                     |                                                |                                        |                                        |
|                            | I        | II       | III      | IV       | desde 1952/53 hay 4 niveles nacionales | desde 1952/53 hay 4 niveles nacionales | desde 1952/53 hay 4 niveles nacionales         | desde 1952/53 hay 4 niveles nacionales | desde 1952/53 hay 4 niveles nacionales |
| 1952/53                    |          |          |          | 2        | Cuarta A                               | 39                                     |                                                |                                        |                                        |
| 1953/54                    |          |          |          | 1        | Cuarta D                               | 48                                     |                                                |                                        |                                        |
| 1954/55                    |          |          | 5        |          | Tercera B                              | 37                                     |                                                |                                        |                                        |
| 1955/56                    |          |          | 2        |          | Tercera A                              | 42                                     |                                                |                                        |                                        |
| 1956/57                    |          |          | 2        |          | Tercera B                              | 44                                     |                                                |                                        |                                        |
| 1957/58                    |          |          | 2        |          | Tercera A                              | 42                                     |                                                |                                        |                                        |
| 1958/59                    |          |          | 3        |          | Tercera B                              | 41                                     |                                                |                                        |                                        |
| 1959/60                    |          |          | 7        |          | Tercera A                              | 34                                     |                                                |                                        |                                        |
| 1960/61                    |          |          | 5        |          | Tercera A                              | 34                                     |                                                |                                        |                                        |
| 1961/62                    |          |          | 5        |          | Tercera A                              | 34                                     |                                                |                                        |                                        |
| 1962/63                    |          |          | 1        |          | Tercera A                              | 45                                     |                                                |                                        |                                        |
| 1963/64                    |          | 12       |          |          | Segunda                                | 27                                     |                                                |                                        |                                        |
| 1964/65                    |          | 8        |          |          | Segunda                                | 31                                     |                                                |                                        |                                        |
| 1965/66                    |          | 1        |          |          | Segunda                                | 41                                     |                                                |                                        |                                        |
| 1966/67                    | 7        |          |          |          | Primera Div.                           | 30                                     |                                                |                                        |                                        |
| 1967/68                    | 4        |          |          |          | Primera Div.                           | 36                                     |                                                |                                        |                                        |
| 1968/69                    | 8        |          |          |          | Primera Div.                           | 29                                     |                                                |                                        | IC: II                                 |
| 1969/70                    | 10       |          |          |          | Primera Div.                           | 25                                     |                                                |                                        |                                        |
| 1970/71                    | 9        |          |          |          | Primera Div.                           | 27                                     |                                                |                                        |                                        |
| 1971/72                    | 15       |          |          |          | Primera Div.                           | 21                                     |                                                |                                        |                                        |
| 1972/73                    |          | 2        |          |          | Segunda                                | 37                                     |                                                |                                        |                                        |
| 1973/74                    | 9        |          |          |          | Primera Div.                           | 27                                     |                                                | Campeón                                |                                        |
| 1974/75                    | 9        |          |          |          | Primera Div.                           | 39                                     |                                                |                                        | EC2: I                                 |
| 1975/76                    | 5        |          |          |          | Primera Div.                           | 44                                     |                                                |                                        |                                        |
| 1976/77                    | 6        |          |          |          | Primera Div.                           | 35                                     |                                                |                                        |                                        |
| 1977/78                    | 11       |          |          |          | Primera Div.                           | 32                                     |                                                |                                        |                                        |
| 1978/79                    | 14       |          |          |          | Primera Div.                           | 29                                     |                                                |                                        |                                        |
| 1979/80                    | 12       |          |          |          | Primera Div.                           | 31                                     |                                                |                                        |                                        |
| 1980/81                    | 11       |          |          |          | Primera Div.                           | 32                                     |                                                |                                        |                                        |
| 1981/82                    | 12       |          |          |          | Primera Div.                           | 29                                     |                                                | fin                                    |                                        |
| 1982/83                    | 16       |          |          |          | Primera Div.                           | 24                                     |                                                | 1/4                                    |                                        |
| 1983/84                    | 7        |          |          |          | Primera Div.                           | 35                                     |                                                | 1/4                                    |                                        |
| 1984/85                    | 4        |          |          |          | Primera Div.                           | 45                                     |                                                | 1/4                                    |                                        |
| 1985/86                    | 8        |          |          |          | Primera Div.                           | 35                                     |                                                | 1/8                                    | EC3: 1/2                               |
| 1986/87                    | 8        |          |          |          | Primera Div.                           | 34                                     |                                                | 1/4                                    |                                        |
| 1987/88                    | 6        |          |          |          | Primera Div.                           | 39                                     |                                                | 1/16                                   |                                        |
| 1988/89                    | 9        |          |          |          | Primera Div.                           | 30                                     |                                                | 1/16                                   | EC3: II                                |
| 1989/90                    | 16       |          |          |          | Primera Div.                           | 25                                     |                                                | 1/8                                    |                                        |
| 1990/91                    | 13       |          |          |          | Primera Div.                           | 28                                     |                                                | 1/32                                   |                                        |
| 1991/92                    | 10       |          |          |          | Primera Div.                           | 30                                     |                                                | 1/8                                    |                                        |
| 1992/93                    | 4        |          |          |          | Primera Div.                           | 42                                     |                                                | 1/2                                    |                                        |
| 1993/94                    | 17       |          |          |          | Primera Div.                           | 19                                     |                                                | 1/8                                    | EC3: I                                 |
| 1994/95                    |          | 1        |          |          | Segunda                                | 51                                     |                                                |                                        |                                        |
| 1995/96                    | 18       |          |          |          | Primera Div.                           | 21                                     |                                                | 1/4                                    |                                        |
| 1996/97                    |          | 4        |          |          | Segunda                                | 60                                     | 2.º en play-off con 12 puntos                  | IV                                     |                                        |
| 1997/98                    |          | 13       |          |          | Segunda                                | 37                                     |                                                |                                        |                                        |
| 1998/99                    |          | 17       |          |          | Segunda                                | 26                                     | descenso a Cuarta por problemas económicos     | 1/16                                   |                                        |
| 1999/00                    |          |          |          | 3        | Cuarta A                               | 55                                     | derrota en ronda final contra KVV OG Vorselaar | 1/8                                    |                                        |
| 2000/01                    |          |          |          | 5        | Cuarta A                               | 47                                     |                                                | II                                     |                                        |
| fusión en SV Zulte Waregem |          |          |          |          |                                        |                                        |                                                |                                        |                                        |

| Temporada                                                           | División | División | División | División |     |     | Denominación                                          | Puntos                                                | Observaciones                                                  |
|                                                                     | I        | I        | II       | III      |     |     |                                                       |                                                       |                                                                |
| ------------------------------------------------------------------- | -------- | -------- | -------- | -------- | --- | --- | ----------------------------------------------------- | ----------------------------------------------------- | -------------------------------------------------------------- |
| como club fusionado SV Zulte Waregem (desde 2005: SV Zulte-Waregem) |          |          |          |          |     |     |                                                       |                                                       |                                                                |
| 2001/02                                                             |          |          |          | 1        |     |     | Tercera A                                             | 60                                                    |                                                                |
| 2002/03                                                             |          |          | 4        |          |     |     | Segunda                                               | 55                                                    | 2.º en play-off con 7 puntos                                   |
| 2003/04                                                             |          |          | 5        |          |     |     | Segunda                                               | 52                                                    |                                                                |
| 2004/05                                                             |          |          | 1        |          |     |     | Segunda                                               | 73                                                    |                                                                |
| 2005/06                                                             | 7        | 7        |          |          |     |     | Primera Div.                                          | 49                                                    |                                                                |
| 2006/07                                                             | 14       | 14       |          |          |     |     | Primera Div.                                          | 37                                                    |                                                                |
| 2007/08                                                             | 7        | 7        |          |          |     |     | Primera Div.                                          | 47                                                    |                                                                |
| 2008/09                                                             | 5        | 5        |          |          |     |     | Primera Div.                                          | 55                                                    |                                                                |
| 2009/10                                                             | 6        | 6        |          |          |     |     | Primera Div.                                          | 41                                                    |                                                                |
| 2010/11                                                             | 11       | 11       |          |          |     |     | Primera Div.                                          | 33                                                    | 2.º en Play-Off II                                             |
| 2011/12                                                             | 13       | 13       |          |          |     |     | Primera Div.                                          | 30                                                    | 2.º en Play-Off II                                             |
| 2012/13                                                             | 2        | 2        |          |          |     |     | Primera Div.                                          | 47                                                    | Vicecampeón. Competición regular: 2.º con 63 puntos            |
| 2013/14                                                             | 4        | 4        |          |          |     |     | Primera Div.                                          | 41                                                    |                                                                |
| 2014/15                                                             | 12       | 12       |          |          |     |     | Primera Div.                                          | 31                                                    | 3.º en Play-Off II A                                           |
| 2015/16                                                             | 6        | 6        |          |          |     |     | Primera Div.                                          | 27                                                    |                                                                |
|                                                                     | 1A       | 1B       | 1Am      | 2Am      | 3Am | P.I | desde 2016/17 hay 3 niveles nacionales y 2 regionales | desde 2016/17 hay 3 niveles nacionales y 2 regionales | desde 2016/17 hay 3 niveles nacionales y 2 regionales          |
| 2016/17                                                             | 6        |          |          |          |     |     | Primera Div.                                          | 33                                                    |                                                                |
| 2017/18                                                             | 9        |          |          |          |     |     | Primera Div.                                          | 37                                                    | Ganador Play-Off II                                            |
| 2018/19                                                             | 11       |          |          |          |     |     | Primera Div.                                          | 33                                                    |                                                                |
| 2019/20                                                             | 9        |          |          |          |     |     | Primera Div.                                          | 36                                                    | El fútbol belga se detuvo en marzo por la pandemia de Covid-19 |
| 2020/21                                                             | 10       |          |          |          |     |     | Primera Div.                                          | 46                                                    |                                                                |
| 2021/22                                                             | 16       |          |          |          |     |     | Primera Div.                                          | 32                                                    |                                                                |
| 2022/23                                                             | 17       |          |          |          |     |     | Primera Div.                                          | 27                                                    | descenso                                                       |
| 2023/24                                                             |          | 5        |          |          |     |     | Segunda                                               | 51                                                    |                                                                |
| 2024/25                                                             |          | 1        |          |          |     |     | Segunda                                               | 59                                                    | ascenso                                                        |

## Participación en competiciones de la UEFA
| Temporada | Torneo                | Ronda            | Club                   | Casa | Visita | Global     |  |
| --------- | --------------------- | ---------------- | ---------------------- | ---- | ------ | ---------- |  |
| 2006-07   | UEFA Cup              | 1                | Lokomotiv Moscow       | 2-0  | 1-2    | 3-2        |  |
| 2006-07   | UEFA Cup              | Grupo F          | Austria Wien           | -    | 4-1    | 3. lugar   |  |
| 2006-07   | UEFA Cup              | Grupo F          | Sparta Prague          | 3-1  | -      | 3. lugar   |  |
| 2006-07   | UEFA Cup              | Grupo F          | RCD Español            | -    | 2-6    | 3. lugar   |  |
| 2006-07   | UEFA Cup              | Grupo F          | Ajax                   | 0-3  | -      | 3. lugar   |  |
| 2006-07   | UEFA Cup              | 1/32             | Newcastle United       | 1-3  | 0-1    | 1-4        |  |
| 2013-14   | UEFA Champions League | Clasificatoria 3 | PSV                    | 0-3  | 0-2    | 0-5        |  |
| 2013-14   | UEFA Europa League    | Play-off         | APOEL                  | 1-1  | 2-1    | 3-2        |  |
| 2013-14   | UEFA Europa League    | Grupo D          | Maribor                | 1-3  | 1-0    | 3.er lugar |  |
| 2013-14   | UEFA Europa League    | Grupo D          | Rubin Kazan            | 0-2  | 0-4    | 3.er lugar |  |
| 2013-14   | UEFA Europa League    | Grupo D          | Wigan Athletic         | 0-0  | 2-1    | 3.er lugar |  |
| 2014-15   | UEFA Europa League    | Clasificatoria 2 | Zawisza Bydgoszcz      | 2-1  | 3-1    | 5-2        |  |
| 2014-15   | UEFA Europa League    | Clasificatoria 3 | FC Shakhtyor Salihorsk | 2-5  | 2-2    | 4-7        |  |
| 2017-18   | UEFA Europa League    | Grupo K          | Nice                   | 1-5  | 1-3    | 3.er lugar |  |
| 2017-18   | UEFA Europa League    | Grupo K          | Lazio                  | 3-2  | 0-2    | 3.er lugar |  |
| 2017-18   | UEFA Europa League    | Grupo K          | Vitesse                | 1-1  | 2-0    | 3.er lugar |  |